# Antoine de Reynold

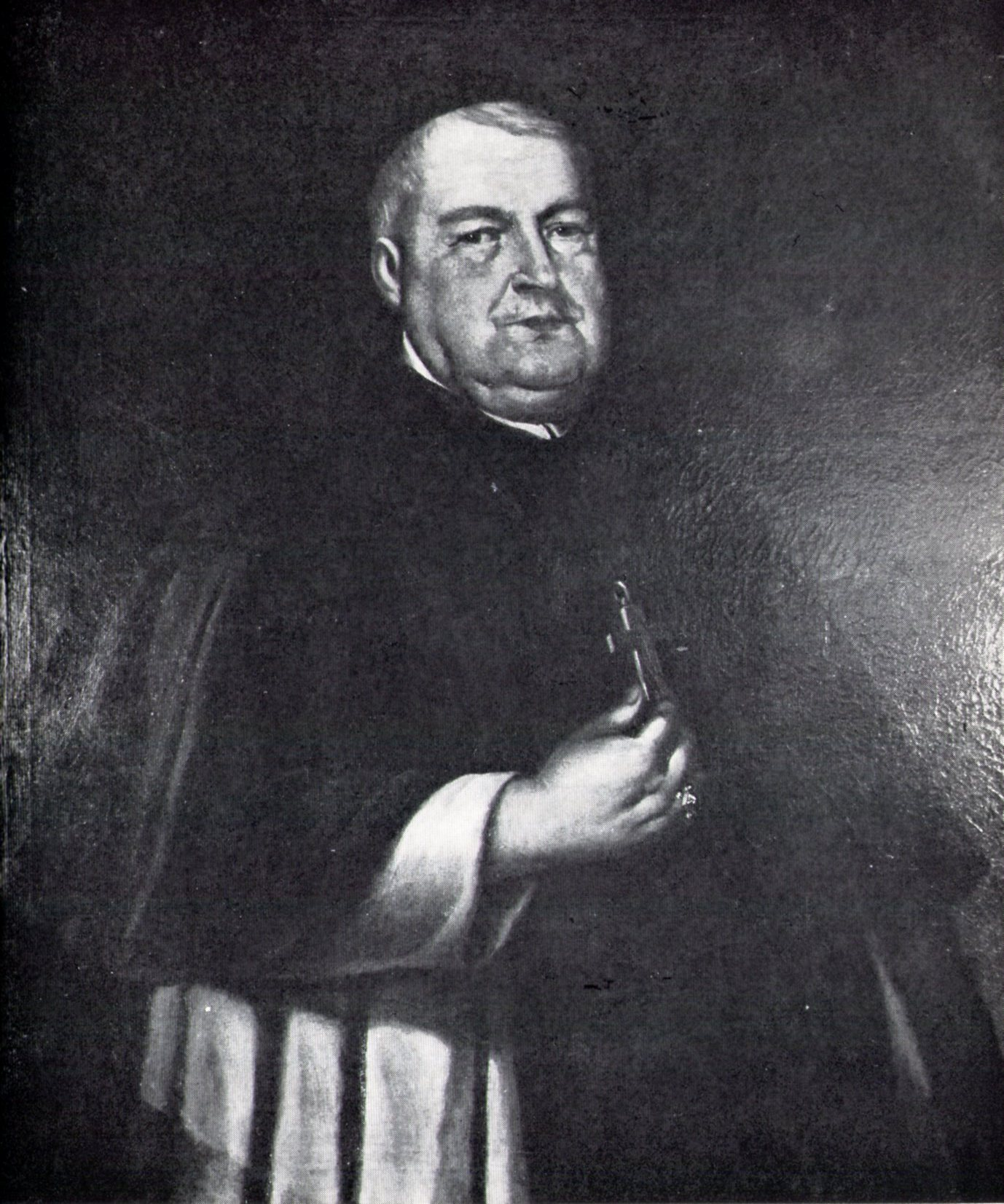
Antoine de Reynold

Antoine de Reynold OCist, auch Anton von Reynold, (* um 1643; † 17. März 1708 in Lützel) war ein Schweizer römisch-katholischer Geistlicher. Er war Generalvikar und leitete von 1703 bis zu seinem Tod das Kloster Lützel.

## Leben

### Familie
Antoine de Reynold entstammte einer ursprünglich savoyardischen Patrizierfamilie und war der Sohn des Politikers und Landesobristen Jean Antoine de Reynold (auch Anton von Reynold; * 19. August 1611 in Freiburg; † 20. November 1684 ebenda) und dessen zweiter Ehefrau Marie, Tochter von Louis de Bazemont aus Fiançayes bei Chatuzange-le-Goubet im Département Drôme. Er hatte vier Brüder und zwei Schwestern. Zu seinen Geschwistern gehörte unter anderem François de Reynold (auch Franz von Reynold; * 27. Mai 1642 in Barraux in der französischen Landschaft Dauphiné; † 4. Dezember 1722 in Versailles), als Offizier in fremden Diensten Generalleutnant im französischen Heer und Generaloberst der Schweizer und Bündner Truppen.

### Werdegang
Um 1665 wurde Antoine de Reynold Mönch im Zisterzienserkloster Hauterive. Dort wurde er 1665 zum Subdiakon und 1666 zum Diakon geweiht.
Von 1681 bis 1696 leitete er als Beichtiger und Verwalter das Frauenkloster La Maigrauge. 1700 erfolgte seine Wahl zum Abt des Klosters Hauterive; die Wahl wurde 1701 durch Papst Clemens XI. zwar bestätigt, allerdings erkannte die Regierung der unabhängigen Stadtrepublik Freiburg sie nicht an; Grund waren Rivalitäten unter den regierenden Patrizierfamilien, geprägt von der Parteiname für Spanien oder Frankreich.
Von 1701 an war Antoine de Reynold Generalvikar der Zisterzienserprovinz, die die Schweiz, das Elsass und den Breisgau umfasste; er folgte damit Ulrich Glutz (1648–1701).
1703 erfolgte seine Wahl als Nachfolger von Abt Pierre Tanner (1677–1702) zum Abt des Klosters Lützel, das seit 1648 zweigeteilt auf der Grenze von Frankreich und dem Fürstbistum Basel lag; der französische König Ludwig XIV. bestätigte die Wahl am 7. April des Jahres.

### Geistliches und berufliches Wirken
Ab 1704 kümmerte Antoine de Reynold sich um den Wiederaufbau der vom Brand 1699 zerstörten Klostergebäude des Klosters Lützel, reorganisierte die Klosterökonomie und verbesserte die Disziplin und innere Ordnung; hierdurch trug er auch wesentlich zur Wiederbelebung des Klosters bei.